# Sjarhej Chamenka
Sjarhej Mikalaevič Chamenka (in bielorusso Сяргей Мікалаевіч Хаменка?; Jasynuvata, 21 settembre 1966) è un politico e generale bielorusso, Ministro della giustizia dal 18 ottobre 2021 al 22 aprile 2024.

## Biografia
Dopo aver conseguito un diploma di scuola superiore è poi entrato nell'Istituto militare delle truppe interne della bandiera rossa a Ordžonikidze diplomandosi con lode nel 1987. Successivamente è entrato nelle Truppe interne del Ministero degli affari interni dell'Unione Sovietica, rimanendo poi nel medesimo reparto del Ministero degli affari interni bielorusso.
Tra il 1994 e il 1997 ha studiato presso l'Accademia militare "M.V. Frunze" diplomandosi con medaglia d'oro e poi tra il 2007 e il 2009 è stato allievo dell'Accademia militare della Bielorussia.
Per tre volte è stato eletto al consiglio comunale di Minsk. Dall'agosto 2014 al 24 dicembre 2019 ha diretto il Dipartimento di sicurezza del Ministero degli affari interni ed è stato poi nominato viceministro del medesimo dicastero. Il 18 ottobre 2022 è stato nominato Ministro della giustizia.
Nel 2022 è risultato nella lista delle personalità sanzionate dall'Unione europea in quanto accusato di aver condotto attività di repressione e intimidazione dopo le elezioni presidenziali del 2020 con particolare riferimento ad arresti arbitrari, maltrattamenti e torture di manifestanti pacifici oltre che intimidazioni e violenze verso i giornalisti.